# Тазакенд (посёлок, Агдамский район)
Тазаке́нд (азерб. Təzəkənd) — посёлок в Агдамском районе Азербайджана.

## История
Основан Законом Азербайджанской Республики от 6 октября 2007 года "О изменениях в административном делении Агдамского района". С этого же времени входил в Тазакендский муниципалитет согласно Закону "О муниципальных территориях и землях".
Согласно пункту 7.4 Закона "О создании новых муниципалитетов путем объединения муниципалитетов в Азербайджанской Республике" от 18.10.2024 года муниципалитет Тазакенд был ликвидирован, а земли поселка Тазакенд переданы в муниципалитет Ахмедагалы Агдамского района. 

## География
Фактически на административной границе с территорией Тертерского района.
Через посёлок протекает река Арабарх.
Поселок находится в 34 км от города Агдам, в 12 км от временного райцентра Кузанлы и в 312 км от Баку. Ближайшая ж/д станция — Кочарли.
Высота посёлка над уровнем моря — 252 м.

## Население
| Численность населения |
| 2016                  |
| --------------------- |
| 0                     |

Посёлок основан для беженцев. Постоянного населения не имеет.

## Климат
В селе холодный семиаридный климат.